# Relaciones Estados Unidos-Sudán del Sur
Las relaciones Estados Unidos-Sudán del Sur son las relaciones diplomáticas entre Estados Unidos y Sudán del Sur.

## Historia
Los Estados Unidos reconocieron oficialmente a Sudán del Sur el 9 de julio de 2011, el mismo día en que declararon su independencia.
La Embajada de los Estados Unidos en Juba, Sudán del Sur, se estableció por primera vez el mismo día. con el ex consulado que se había abierto en 2005 en Juba y se actualizó al estado de embajada. El jefe de misión era Encargado de Negocios R. Barrie Walkley, en espera del nombramiento de un  embajador en Sudán del Sur. El 19 de octubre de 2011, Susan D. Page se confirmó como el primer embajador de Estados Unidos en Sudán del Sur.
En 2012, el presidente Obama descubrió que Estados Unidos podría proporcionar asistencia militar y equipo a Sudán del Sur. Esto fue seguido pronto por un equipo de cinco oficiales estadounidenses para asesorar a los militares de Sudán del Sur. Sudanese military. Obama nombró a Donald E. Booth como su enviado especial para Sudán y Sudán del Sur el 28 de agosto de 2013.
En diciembre de 2016, EE. UU. Redactó una resolución, que no se aprobó, que habría implementado un embargo de armas y más sanciones, debido a las señales de un posible genocidio en Sudán del Sur. Las Naciones Unidas alitaron esto advirtiendo a Sudán del Sur de un posible genocidio. En 2017, el embajador de Estados Unidos ante la ONU, Nikki Haley, criticó a Sudán del Sur por crear una hambruna "hecha por el hombre".

### Relaciones bajo Donald Trump
Si bien Sudán del Sur no ha sido su propio país soberano durante mucho tiempo, el presidente Salva Kiir ha establecido una buena relación con Estados Unidos. El entonces presidente de los Estados Unidos, Barack Obama, reconoció a Sudán del Sur el día en que se declaró independiente de Sudán, y el actual presidente Donald Trump ha tenido relaciones con Kiir incluso antes de ganar la presidencia en 2016. Mientras que las relaciones entre los dos países han cambiado de apoyo a Amenazas sutiles recientemente, los Estados Unidos han estado abiertos tanto sobre el derecho a la autodeterminación como a insistir en que la ayuda humanitaria a los sudaneses del sur afectados por la guerra civil llegue a sus víctimas.
En agosto de 2016, cuando Donald Trump hacía campaña para la presidencia de los Estados Unidos, el gobierno de Sudán del Sur lideró un ataque contra los trabajadores humanitarios occidentales, que incluía a los humanitarios estadounidenses. Tras este ataque, los EE. UU. Y otros países en el Consejo de Seguridad de la ONU se movilizaron para proporcionar “4,000 cascos más de la ONU para asegurar la capital”. Aunque Donald Trump ha cambiado las opiniones sobre el liderazgo y el statu quo en Sudán del Sur muchas veces, el gobierno de Obama fue Clave para la autodeterminación del pueblo de Sudán del Sur.
En noviembre de 2016, cuando Donald Trump se convirtió en presidente de los Estados Unidos, muchas naciones no aceptaron el cambio. Sudán del Sur, por otro lado, estaba contento. En ese momento, Sudán del Sur había lidiado con casi tres años de guerra civil y veía la victoria de Trump como una forma nueva y posible de poner fin al conflicto. Las nuevas políticas de los Estados Unidos sobre Sudán del Sur fueron algo a lo que Tor Deng Mawien, un asesor presidencial de Sudán del Sur sobre asuntos de descentralización, estaba "esperando". En marzo de 2016, antes de que Trump ganara las elecciones, el líder de Sudán del Sur, Salva Kiir, llamó a Trump para desearle éxito, y dijo que si era elegido, los dos países trabajarían estrechamente para recuperar la confianza mutua perdida cuando Barack Obama era el presidente. Mientras Kiir felicitó a Trump por su victoria, el embajador de Estados Unidos en Sudán del Sur declaró que "no hay expectativas de que el gobierno de los Estados Unidos cambie su política exterior en Sudán del Sur a pesar de la elección de Trump. Muchos sudaneses del sur apoyaron a Trump, creyendo que su presidencia daría lugar a que Trump trabajara en una solución para poner fin a la guerra civil en lugar de a sus propios intereses. Sin embargo, muchos sudaneses del sur vieron a la presidencia de Obama como "tibia" y "no haciendo ni bien ni mal a la gente de Sudán del Sur". Los sudaneses del sur están "ya desesperados, así que todo lo que podemos esperar es una respuesta positiva de Trump. ”
En octubre de 2017, el embajador de los Estados Unidos en la ONU, Nikki Haley, fue el primer miembro principal de la administración de Donald Trump en visitar Sudán del Sur. En este punto, Sudán del Sur había estado en una guerra civil durante aproximadamente cuatro años y, según Haley, "Estados Unidos se encontraba en una encrucijada y todas las decisiones futuras se basarían en las acciones [del presidente de Sudán del Sur, Salva Kiir]. ". Haley también expresó que los estadounidenses estaban decepcionados con el liderazgo de Kiir en Sudán del Sur. Además de la presión de los EE. UU., Las Naciones Unidas alegaron una limpieza étnica en nombre del gobierno de Kiir y un "terreno fértil" para el genocidio, que el gobierno de Kiir negó. Trump impuso sanciones a tres sudaneses del sur en septiembre de 2017 y expresó que la forma de recuperar la confianza del gobierno es brindando atención a los ciudadanos afectados. Los EE. UU. Exigieron que Kiir permitiera que el "acceso total y constante a la ayuda humanitaria" ingresara al país, así como un cronograma no especificado de las acciones de Kiir, para promover las relaciones positivas entre los dos países.
En diciembre de 2018, Donald Trump ofició una reubicación altamente controvertida de la embajada de los Estados Unidos en Israel, trasladándola de Tel Aviv a Jerusalén. Tras la decisión, un periódico extranjero publicó un informe que decía que Sudán del Sur "alabó" (apoyó firmemente) la decisión. Además, se dijo que una embajada de Sudán del Sur había felicitado a Trump y al primer ministro israelí, Benjamin Netanyahu, por la decisión, y un asesor presidencial de alto rango de Sudán del Sur había hablado con el periódico que apoyaba la decisión de Trump. Sin embargo, una declaración oficial dijo lo contrario. Según la Unidad de Prensa Presidencial de Sudán del Sur, el gobierno "no hará ninguna declaración específica ni tomará ninguna posición sobre la decisión del presidente Trump". El gobierno también considera que el periódico que publicó el informe es "fabricado y absolutamente falso". Sudán del Sur También expresaron que su principal prioridad es encontrar una solución inclusiva para el conflicto de su país, no los asuntos de otros países.
En diciembre de 2018, Donald Trump propuso una nueva estrategia para África, siendo muy específica sobre Sudán del Sur. El país terminó una violenta guerra civil de cinco años en octubre después de que el presidente Salva Kiir firmara un acuerdo de paz con su enemigo Riek Machar en un intento por proporcionar una paz duradera. Estados Unidos le había dado millones de dólares a Sudán del Sur en ayuda o por la venta de petróleo, una medida que Trump revisó para asegurarse de que "nuestra ayuda no prolongue el conflicto ni facilite el comportamiento depredador", dijo su Asesor de Seguridad Nacional, John. Bolton. Bolton llamó al gobierno de Sudán del Sur "liderado por los mismos líderes moralmente en bancarrota, que perpetúan la terrible violencia en el inmenso sufrimiento humano en Sudán del Sur". Dijo que los países que reciben dinero de los EE. UU. Deben invertir en programas beneficiosos como salud y educación. y promover la transparencia fiscal y el estado de derecho. Los países tampoco deben cometer "graves abusos contra los derechos humanos" y, en general, proteger el bienestar de sus ciudadanos. Anteriormente, el gobierno de Sudán del Sur había rechazado o incluso ignorado las sanciones contra los funcionarios del gobierno y el lavado de dinero. En respuesta a esto y a los indiferentes vecinos de Sudán del Sur, Trump amenazó con poner en una lista negra a las instituciones financieras que ignoraban las sanciones, y envió otra sanción oficial a Sudán del Sur. Fiscalmente, estos tratos están conectados a China, un punto delicado para Trump. Estados Unidos propuso una política de "Prosper África" en la que Trump intentará motivar a los líderes a elegir "proyectos de inversión extranjera de alta calidad, transparentes, inclusivos y sostenibles, incluidos los de Estados Unidos". En contraste, Trump cree que China se beneficia financieramente de los regímenes corruptos en la región, lo que aumenta su contienda. Históricamente, Sudán del Sur parece ignorar las críticas y sanciones internacionales, para gran consternación de Trump y otros líderes de todo el mundo.

### Clasificación del personal de la Embajada de EE.UU.

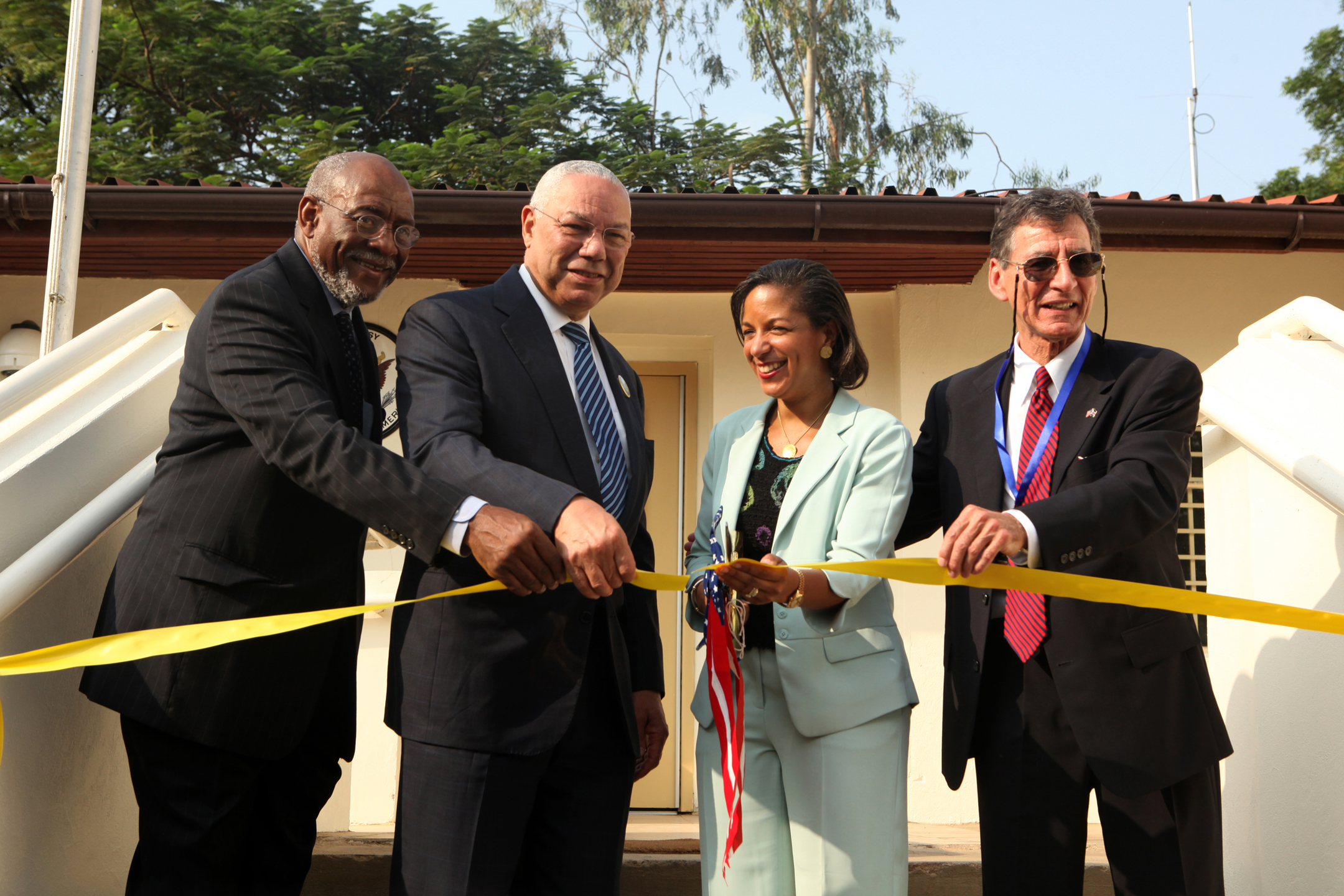
Embajada de los Estados Unidos en Juba.

- Embajador - Susan D. Page

### Embajadas
La Embajada de los Estados Unidos se encuentra en Juba.
Sudán del Sur mantiene una misión diplomática en Washington D. C.